# Баумгартнер, Брюс
Брюс Роберт Баумгартнер (англ. Bruce Robert Baumgartner; род. 2 ноября 1960, Пассейик, Нью-Джерси) — американский борец-супертяжеловес вольного стиля, двукратный чемпион и неоднократный призёр Олимпийских игр, трёхкратный чемпион мира, семикратный обладатель Кубка мира, трёхкратный чемпион Панамериканских игр, трёхкратный Панамериканский чемпион, восемнадцатикратный чемпион США. Один из восьми американских спортсменов, завоевавших четыре олимпийские медали на четырёх олимпийских играх и первый американский борец, завоевавший три олимпийские награды.

## Биография
Во время обучения в университете стал трёхкратным чемпионом по версии NCCA All-American и в 1982 году стал чемпионом страны по версии NCCA.
В 1981 году дебютировал на международных соревнованиях и стал чемпионом Универсиады. В 1982 году занял второе место на розыгрыше Кубка мира и седьмое на чемпионате мира. В 1983 году был вторым на Панамериканских играх и завоевал «бронзу» чемпионата мира. В 1984 году стал обладателем Кубка мира.
На Летних Олимпийских играх 1984 года в Лос-Анджелесе боролся в категории свыше 100 килограммов (супертяжёлый вес). Участники турнира, числом в 8 человек в категории, были разделены на две группы. За победу в схватках присуждались баллы, от 4 баллов за чистую победу и 0 баллов за чистое поражение. Когда в каждой группе определялись три борца с наибольшими баллами (борьба проходила по системе с выбыванием после двух поражений), они разыгрывали между собой места в группе. Затем победители групп встречались в схватке за первое-второе места, занявшие второе место — за третье-четвёртое места, занявшие третье место — за пятое-шестое места. Брюс Баумгартнер более чем уверенно расправился с соперниками, в первой схватке положив на лопатки уже ставшего чемпионом этой олимпиады в греко-римской борьбе Василе Андрея, и стал чемпионом олимпийских игр.
| Круг                           | Соперник      | Страна  | Результат | Основание                               | Время схватки |
| ------------------------------ | ------------- | ------- | --------- | --------------------------------------- | ------------- |
| 1                              | Василе Андрей | Румыния | Победа    | Туше (4 балла)                          | 1:58          |
| Финал в группе «А» (встреча 1) | Василе Андрей | Румыния | Победа    | Зачёт предварительной встречи (4 балла) |               |
| Финал в группе «А» (встреча 2) | Айхан Ташкин  | Турция  | Победа    | Туше (4 балла)                          | 2:19          |
| Финал                          | Боб Молл      | Канада  | Победа    | 10-2                                    | -             |

В 1985 году занял первое место на турнире, названном Суперчемпионат мира а на регулярном чемпионате снова был третьим. В 1986 году впервые стал чемпионом, вновь завоевал Кубок мира. В 1987 году выиграл Панамериканский чемпионат и Панамериканские игры, а на чемпионате мира остался третьим. В 1988 году был вторым на Кубке мира, и победил на Панамериканском чемпионате.
На Летних Олимпийских играх 1988 года в Сеуле боролся в категории до 130 килограммов (супертяжёлый вес). Участники турнира, числом в 15 человек в категории, были разделены на две группы. Регламент, в основном, остался прежним, только в финальные схватки из группы выходили по четыре лучших спортсмена в группе. Брюс Баумгартнер уверенно шёл ко второй золотой медали, но в финале не смог победить Давида Гобеджишивили, ставшего для американского борца в дальнейшем основным конкурентом.
| Круг  | Соперник           | Страна                                    | Результат | Основание                           | Время схватки |
| ----- | ------------------ | ----------------------------------------- | --------- | ----------------------------------- | ------------- |
| 1     | Хассан Эль Хаддад  | Египет                                    | Победа    | Дисквалификация соперника (4 балла) | 0:00          |
| 2     | Андреас Шрёдер     | Германская Демократическая Республика     | Победа    | 11-1 (3 балла)                      |               |
| 3     | Навид Рамзаран     | Маврикий                                  | Победа    | 15-0 (4 балла)                      | 2:22          |
| 4     | Адам Сандурский    | Польша                                    | Победа    | 17-0 (4 балла)                      | 5:49          |
| Финал | Давид Гобеджишвили | Союз Советских Социалистических Республик | Поражение | 1-3                                 |               |

В 1989 году завоевал Кубок мира, выиграл Панамериканский чемпионат, а на чемпионате мира остался вторым. В 1990 году вновь завоевал Кубок мира, вновь остался вторым на чемпионате мира и победил на турнире Гранд-мастеров олимпийской борьбы. В 1991 году в третий раз подряд стал обладателем Кубка мира, выиграл Панамериканский чемпионат, а на чемпионате мира остался всего лишь седьмым.
На Летних Олимпийских играх 1992 года в Барселоне боролся в категории до 130 килограммов (супертяжёлый вес). Участники турнира, числом в 15 человек в категории, были разделены на две группы. Регламент, в основном, остался прежним, только в финальные схватки из группы выходили по пять лучших спортсменов в группе. На этот раз Брюс Баумгартнер ещё в группе победил Давида Гобеджишивили, и путь ко второй золотой медали для американского борца был открыт.
| Круг  | Соперник           | Страна               | Результат | Основание      | Время схватки |
| ----- | ------------------ | -------------------- | --------- | -------------- | ------------- |
| 1     | Кирил Барбутов     | Болгария             | Победа    | 9-1 (3 балла)  |               |
| 2     | Жолт Гомбос        | Венгрия              | Победа    | 8-0 (3 балла)  |               |
| 3     | Давид Гобеджишвили | Объединённая команда | Победа    | 3-0 (3 балла)  | 2:22          |
| 4     | Андреас Шрёдер     | Германия             | Победа    | Туше (4 балла) | 4:49          |
| Финал | Джеффри Туэ        | Канада               | Победа    | 8-0 (3 балла)  |               |

В 1993 году был вторым на розыгрыше Кубка мира, но победил на чемпионате мира, став двукратным чемпионом мира. В 1994 году вернул себе Кубок мира, но остался вторым на чемпионате мира. В 1995 году победил на Панамериканских играх, был вторым на Кубке мира, и стал трёхкратным чемпионом мира.
На Летних Олимпийских играх 1996 года в Атланте боролся в категории до 130 килограммов (супертяжёлый вес). После первого круга, борцы делились на две таблицы: победителей и побеждённых. Победители продолжали бороться между собой, а побеждённые участвовали в утешительных схватках. После двух поражений в предварительных и классификационных (утешительных) раундах, борец выбывал из турнира. В ходе турнира, таким образом, из таблицы побеждённых убывали дважды проигравшие, но она же и пополнялась проигрывающими из таблицы победителей. В конечном итоге, определялись восемь лучших борцов. Не проигравшие ни разу встречались в схватке за 1-2 место, выбывшие в полуфинале встречались с победителями утешительных схваток и победители этих встреч боролись за 3-4 места и так далее. В категории боролись 18 спортсменов. Брюс Баумгартнер во втором круге уступил российскому борцу Андрею Шумилину и пробирался наверх через сито утешительных схваток. Шумилин в полуфинале потерпел поражение и за третье место вновь боролся с Баумгартнером. Счёт схватки после основного и дополнительного времени был ничейным, но судьи отдали победу Баумгартнеру.
Был знаменосцем сборной США на этих Играх.
| Круг                     | Соперник        | Страна   | Результат | Основание                               | Время схватки |
| ------------------------ | --------------- | -------- | --------- | --------------------------------------- | ------------- |
| 1                        | Энди Бородов    | Канада   | Победа    | 10-0 за явным преимуществом (10 баллов) | 3:10          |
| 2                        | Андрей Шумилин  | Россия   | Поражение | 1-6 (1 балл)                            |               |
| Классификационный круг 3 | Заза Турманидзе | Грузия   | Победа    | 14-2 за явным преимуществом (14 баллов) | 4:19          |
| Классификационный круг 4 | Жолт Гомбос     | Венгрия  | Победа    | 11-0 за явным преимуществом (11 баллов) | 3:22          |
| Классификационный круг 5 | -               | -        | -         | -                                       | -             |
| Классификационный круг 6 | Свен Тиле       | Германия | Победа    | 3-0 (3 балла)                           | 6:32          |
| Финал (за 3-4 места)     | Андрей Шумилин  | Россия   | Победа    | 1-1 (по дополнительным критериям)       |               |

В 1997 году в последний раз стал обладателем Кубка мира.
В 1978 году окончил школу в Халидоне. в 1982 году получил степень бакалавра в Университете Индианы, в 1984 году окончил образование в университете Оклахомы. Начал свою тренерскую карьеру с мая 1982 года в качестве помощника тренера по борьбе в университете Оклахомы, затем в 1984 году перешёл к университет Эдинборо (Пенсильвания). В 1991 году стал главным тренером команды университета. В 1997 году с должности главного тренера команды ушёл на должность директора по физической культуре в том же университете, в 2018 году стал помощником вице-президента по развитию университета. В мае 2020 года объявил об уходе на пенсию. С 1998 года являлся также Президентом федерации борьбы США, в августе 2020 года был переизбран на новый срок.
С 1984 года и по настоящий момент руководит кампусом подготовки борцов, а также является оратором-мотиватором.
Член Национального зала славы борьбы США (2002), международного Зала Славы борьбы (2003)
Женат, имеет троих детей.